# Pointvogl
Pointvogl ist ein Gemeindeteil der Gemeinde Schwindegg im oberbayerischen Landkreis Mühldorf am Inn.

## Lage
Die Einöde Pointvogl liegt 1,1 Kilometer südwestlich vom  Schloss Schwindegg und in der Luftlinie 1,5 Kilometer nördlich der Bundesautobahn A 94. Von deren Ausfahrt 16 (Schwindegg) ist Pointvogl auf einer 5 Kilometer langen Fahrt erreichbar.

## Bevölkerungsentwicklung
In Pointvogl gab es 1871 neun Einwohner. Im Mai 1987 gab es vier Einwohner in einem Wohngebäude.
| Jahr      | 1871 | 1925 | 1950 | 1970 | 1987 |
| Einwohner | 9    | 12   | 13   | 5    | 4    |